# Seven (Poco)
| Recensione              | Giudizio   |
| ----------------------- | ---------- |
| AllMusic                | [ 2 ]      |
| Sputnikmusic            | 2.0 (Poor) |
| Dizionario del Pop-Rock | [ 4 ]      |
| 24.000 dischi           | [ 5 ]      |

Seven è un album dei Poco, pubblicato dalla Epic Records nell'aprile del 1974. Prima dell'incisione dell'album, il membro fondatore Richie Furay lascia il gruppo per unirsi a J.D. Souther e Chris Hillman per formare la The Souther-Hillman-Furay Band.
L'album raggiunse la sessantottesima posizione (18 maggio 1974) della Chart statunitense di Billboard 200.

## Tracce
Lato A
1. Drivin' Wheel – 6:09 (Paul Cotton)
2. Rocky Mountain Breakdown – 2:15 (Rusty Young)
3. Just Call My Name – 5:10 (Noreen Schmit, Timothy B. Schmit)
4. Skatin' – 4:40 (Timothy B. Schmit)

Lato B
1. Faith in the Families – 3:41 (Paul Cotton)
2. Krikkit's Song (Passing Through) – 3:31 (Timothy B. Schmit)
3. Angel – 4:53 (Paul Cotton)
4. You've Got Your Reasons – 5:10 (Paul Cotton)

## Formazione
- Paul Cotton - voce, chitarra solista, chitarra acustica
- Rusty Young - banjo, dobro, chitarra steel, chitarra ritmica, chitarra acustica, chitarra elettrica
- Tim Schmit - voce, basso, percussioni
- George Grantham - voce, batteria, percussioni

Musicisti aggiunti
- Alan MacMillan - arrangiamenti (solo nei brani: Krikkit's Song e You've Got Your Reasons)
- Burton Cummings - tastiere
- Bobbye Hall - congas
- Al Garth - fiddle (brano: Rocky Mountain Breakdown)
- Jim Messina - mandolino (brano: Rocky Mountain Breakdown)

Note aggiuntive
- Jack Richardson - produttore (per la Nimbus 9)
- Registrazioni effettuate al RCA Studios di Hollywood (California)
- Brian Christian - ingegnere delle registrazioni
- Dennis Dooner Smith - tecnico di registrazione
- Masterizzazione effettuata da Doug Sax al The Mastering Lab di Hollywood (California)
- Hartman & Goodman - art direction
- Philip Hartman - design album
- Barry Feinstein - fotografie[9]